# Найрц, Йозеф
Йозеф Найрц (нем. Josef Nairz, 5 ноября 1936, Инсбрук, Тироль) — австрийский бобслеист, разгоняющий, выступавший за сборную Австрии в 1960-е годы. Серебряный призёр зимних Олимпийских игр 1964 года в Инсбруке.

## Биография
Йозеф Найрц родился 5 ноября 1936 года в городе Инсбрук, земля Тироль. С ранних лет увлёкся спортом, позже заинтересовался бобслеем и прошёл отбор в национальную сборную Австрии, присоединившись к ней в качестве разгоняющего. Сразу стал показывать неплохие результаты, на чемпионате мира 1963 года в Игльсе выиграл бронзу в зачёте четвёрок и, благодаря этому успеху, удостоился права защищать честь страны на Олимпийских играх 1964 года в Инсбруке, где, находясь в составе четырёхместного экипажа Эрвина Талера, завоевал серебряную медаль. Кроме того, боролся за место на подиуме в программе двухместных экипажей, но по итогам всех заездов занял лишь восьмое место. 
В силу высокой конкуренции в сборной Йозеф Найрц не прошёл отбор на Олимпийские игры 1968 года в Гренобль, поэтому вскоре принял решение завершить карьеру профессионального спортсмена, уступив место молодым австрийским бобслеистам.